# Атланте (Канкун)
«Атланте» (ісп. Club de Fútbol Atlante) — мексиканський футбольний клуб із міста Канкун в штаті Кінтана-Роо.

## Історія
Клуб «Сіналоа» засновано 18 квітня 1916 року групою молодих людей на чолі з Рефуджіо «Ель-Вакеро» Мартінесом в Мехіко. Потім команда називалася «Лузітанія» та «Ю-53» (на честь підводного човна, який брав участь у Першій світовій війні). З 1920 року грає під сучасною назвою. В чемпіонаті Мексики бере участь із сезону 1927/28. На першому чемпіонаті світу в Уругваї, у складі збірної Мексики, брало участь шість футболістів «Атланте». В сезоні 1931/32 було здобуто перший чемпіонський титул, в додаткових матчах за перше місце перемога над «Некаксою». Через дев'ять років клуб виграв другий чемпіонський трофей, а наступного року — кубок та суперкубок.
Перший титул в професіональній лізі здобуто під керівництвом угорського фахівця Луїса Гроца. Лідером того складу був Орасіо Касарін, один із найкращих гравців в історії мексиканського футболу.
1978 року команда стала власністю мексиканського інституту державного страхування, який виділяв на клуб значні кошти. До «Атланте» з УНАМа перейшов Кабіньо, який тричі ставав найкращим бомбардиром чемпіонату. Перший фінальному поєдинку кубка чемпіонів 1983 року з суринамським «Робін Гудом» закінчився внічию (1:1). У матчі-відповіді гравці «Атланте» забили п'ять голів і здобули перший міжнародний трофей. В кінці 1980-х фінансовий стан клубу погіршився, вдруге в своїй історії понизився у класі (вперше вилетів з Прімери 1976 року).
Під керівництвом колишніх гравців Рікардо Лавольпе та Хосе Круса виграно чемпіонати 1993 та 2007 (Апертура). Вдруге клуб виграв лігу чемпіонів КОНКАКАФ в 2009 році.
З 2007 року команда переїхала до міста Канкун.
Перед початком сезону 2012/13 «Атланте» — третя за кількістю проведених сезонів у вищому дивізіоні (85 сезонів; у «Америки» і «Гвадалахари» — по 87).
У рейтингу найкращих клубів Центральної та Північної Америки XX століття займає 24 місце.

## Титули та досягнення

### На міжнародній арені
- Переможець ліги чемпіонів КОНКАКАФ (2): 1983, 2009
- Фіналіст ліги чемпіонів КОНКАКАФ (1): 1994

### Аматорська епоха
- Чемпіон (2): 1932, 1941
- Віце-чемпіон (4): 1933, 1937, 1942, 1943
- Володар кубка (1): 1942
- Фіналіст кубка (1): 1943
- Володар суперкубка (1): 1942

### Професіональна епоха
- Чемпіон (3): 1947, 1993, 2007 (А)
- Віце-чемпіон (4): 1946, 1950, 1951, 1982,
- Володар кубка (2): 1951, 1952
- Фіналіст кубка (1): 1944, 1946, 1949, 1963
- Володар суперкубка (1): 1952

## Найкращі бомбардири чемпіонату Мексики

### Аматорська епоха
| Футболіст        | Кіл. | Сезони    |
| ---------------- | ---- | --------- |
| Діонісіо Мехіа   | 1    | 1929 (12) |
| Хуан Карреньо    | 1    | 1932 (20) |
| Альберто Мендоса | 1    | 1940 (15) |
| Марті Вентольра  | 1    | 1941 (17) |

### Професіональна епоха
| Футболіст         | Кіл. | Сезони                          |
| ----------------- | ---- | ------------------------------- |
| Кабіньо           | 3    | 1980 (30), 1981 (29), 1982 (32) |
| Бернардо Ернандес | 1    | 1968 (19)                       |
| Луїс Гарсія       | 1    | 1997 З (12)                     |
| Луїс Габріель Рей | 1    | 2003 А (15)                     |
| Йохан Фано        | 1    | 2010 Б (10)                     |

## Найкращі бомбардири «Атланте»
| Футболіст             | Голи | Сезони               |
| --------------------- | ---- | -------------------- |
| Кабіньо               | 102  | 1979-1983            |
| Орасіо Касарін        | 94   | 1942-1948, 1953–1955 |
| Луїс Мігель Сальвадор | 81   | 1989-1995, 2000      |
| Себастьян Гонсалес    | 72   | 2002-2005            |
| Бернардо Ернандес     | 71   | 1961-1973            |

## Найвідоміші гравці
- Мануель Росас (1929–1934) — захисник, учасник чемпіонату світу 1930.
- Феліпе Росас (1929–1935) — півзахисник, учасник чемпіонату світу 1930.
- Хуан Карреньо (30-ті роки) — автор першого голу збірної на чемпіонатах світу.
- Діонісіо Мехіа (30-ті роки) — нападник, за збірну Мексики 4 матчі (7 голів).
- Марті Вентольра (1937–1949) — нападник, учасник чемпіонату світу 1934.
- Орасіо Касарін (1942–1948, 1953–1955) — 4-е місце у рейтингу «Найкращі футболісти КОНКАКАФ».
- Бернардо Ернандес (1961–1973) — нападник, за збірну Мексики 12 матчів (2 голи).
- Рікардо Лавольпе (1979–1982) — воротар та тренер клубу.
- Кабіньо (1979–1983) — найкращий бомбардир клубу та чемпіонату Мексики.
- Рубен Айяла (1980–1984) — нападник, за збірну Аргентини 25 матчів (11 голів).
- Гжегож Лято (1982–1984) — нападник, за збірну Польщі 100 матчів (45 голів).
- Хав'єр Агірре (1984–1986) — півзахисник, за збірну 59 матчів (14 голів), відомий тренер.
- Луїс Мігель Сальвадор (1989–1995, 2000) — нападник, за збірну Мексики 20 матчів (8 голів).
- Мануель Негрете (1992–1993, 1995–1996) — півзахисник, за збірну 57 матчів (12 голів).
- Уго Санчес (1994–1995) — найкращий футболіст КОНКАКАФ XX століття.
- Хорхе Кампос (1995–1996, 2001) — воротар, за збірну 129 матчів.
- Міодраг Белодедич (1996–1998) — захисник, за збірну Румунії 53 матчі (5 голів).
- Луїс Роберто Альвес (1996–1999) — нападник, за збірну Мексики 84 матчі (30 голів).
- Фабіан Естай (2001–2003) — півзахисник, за збірну Чилі 69 матчів (5 голів).
- Себастьян Гонсалес (2002–2005) — півзахисник, за збірну Чилі 14 матчів (3 голи).
- Федеріко Вілар (2003–2010) — воротар, 280 матчів за клуб.
- Крістіан Бермудес (2006–2011) — півзахисник, за збірну 4 матчі.
- Джанкарло Мальдонадо (2007–2012) — нападник, за збірну Венесуели 64 матчі (22 голи).